# Udamopyga provecta
Udamopyga provecta är en tvåvingeart som först beskrevs av Guilherme A.M.Lopes 1939.  Udamopyga provecta ingår i släktet Udamopyga och familjen köttflugor. Inga underarter finns listade i Catalogue of Life.